# Le Breuil-en-Auge
Le Breuil-en-Auge ist eine französische Gemeinde mit 959 Einwohnern (Stand: 1. Januar 2022) des Départements Calvados in der Region Normandie. Administrativ ist sie dem Kanton Pont-l’Évêque und dem Arrondissement Lisieux zugeteilt. Die Einwohner werden Breuillois genannt.

## Geographie
Le Breuil-en-Auge liegt etwa 33 Kilometer südsüdöstlich von Le Havre am Touques in der Landschaft Pays d’Auge. Umgeben wird Le Breuil-en-Auge von den Nachbargemeinden Pierrefitte-en-Auge und Fierville-les-Parcs im Norden, Saint-Philbert-des-Champs im Osten und Südosten, Norolles und Coquainvilliers im Süden, Le Torquesne im Westen und Südwesten sowie Saint-Hymer im Nordwesten.

## Bevölkerungsentwicklung
| Jahr                      | 1962 | 1968 | 1975 | 1982 | 1990 | 1999 | 2006 | 2013 |
| Einwohner                 | 550  | 599  | 643  | 751  | 779  | 846  | 939  | 1014 |
| Quelle: Cassini und INSEE |      |      |      |      |      |      |      |      |

## Bauwerke (Auswahl)

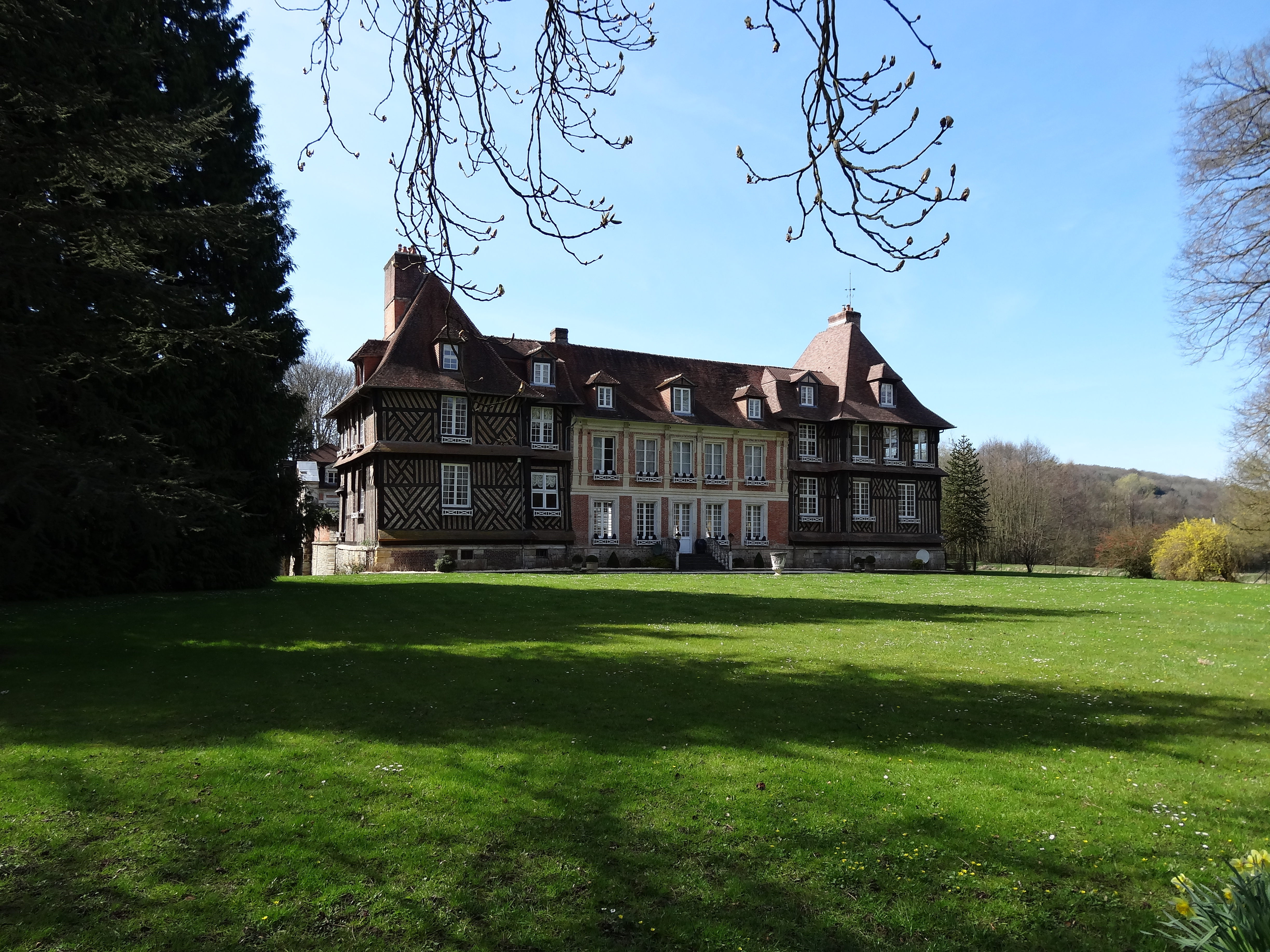
Schloss Le Breuil

- Kirche Saint-Germain aus dem 13. Jahrhundert, Monument historique
- Schloss Le Breuil-en-Auge aus dem 16. Jahrhundert, Portal seit 1933 Monument historique
- Schloss Les Girouettes aus dem 19. Jahrhundert

## Bemerkenswertes
Die Schlossanlage ist durch die angegliederte Calvados-Brennerei weit über die Region hinaus bekannt.